# زمان‌هایی مثل این
«زمان‌هایی مثل این» (انگلیسی: Times Like These) ترانه‌ای از گروه راک آمریکایی فو فایترز است. «زمان‌هایی مثل این» قطعهٔ چهارم از چهارمین آلبوم استودیویی گروه با نام یکی یکی است و در سال ۲۰۰۳ به عنوان دومین تک‌آهنگ این آلبوم منتشر شد.

## جدول‌های موسیقی
| \| جدول (۲۰۰۳) \| بالاترین جایگاه \| \| ------------------------------------------- \| --------------- \| \| استرالیا (ای‌آرآی‌ای)[۲] \| ۲۲ \| \| ایرلند (ایرما)[۳] \| ۲۷ \| \| هلند (۱۰۰ تک‌آهنگ برتر)[۴] \| ۹۰ \| \| کبک ایرپلی (ADISQ)[۵] \| ۳۲ \| \| اسکاتلند (اوسی‌سی)[۶] \| ۱۲ \| \| تک‌آهنگ‌های بریتانیا (اوسی‌سی)[۷] \| ۱۲ \| \| راک و متال بریتانیا (اوسی‌سی)[۸] \| ۱ \| \| بیلبورد هات ۱۰۰ ایالات متحده[۹] \| ۶۵ \| \| ایرپلی آلترناتیو ایالات متحده (بیلبورد)[۱۰] \| ۵ \| \| راک جریان اصلی ایالات متحده (بیلبورد)[۱۱] \| ۵ \| |                 |
| جدول (۲۰۰۳) | بالاترین جایگاه |
| استرالیا (ای‌آرآی‌ای) | ۲۲              |
| ایرلند (ایرما) | ۲۷              |
| هلند (۱۰۰ تک‌آهنگ برتر) | ۹۰              |
| کبک ایرپلی (ADISQ) | ۳۲              |
| اسکاتلند (اوسی‌سی) | ۱۲              |
| تک‌آهنگ‌های بریتانیا (اوسی‌سی) | ۱۲              |
| راک و متال بریتانیا (اوسی‌سی) | ۱               |
| بیلبورد هات ۱۰۰ ایالات متحده | ۶۵              |
| ایرپلی آلترناتیو ایالات متحده (بیلبورد) | ۵               |
| راک جریان اصلی ایالات متحده (بیلبورد) | ۵               |

## گواهی‌نامه‌ها
| منطقه                                   | گواهی       | واحد گواهی‌شده/فروش |
| --------------------------------------- | ----------- | ------------------ |
| استرالیا (آی‌اف‌پی‌آی استرالیا)            | ۳× Platinum | ۲۱۰٬۰۰۰            |
| برزیل (پرو موزیکا برزیل)                | Gold        | ۳۰٬۰۰۰             |
| نیوزیلند (آرآی‌ای‌ان‌زد)                   | Gold        | ۵٬۰۰۰              |
| بریتانیا (بی‌پی‌آی)                       | Platinum    | ۶۰۰٬۰۰۰            |
| ایالات متحده (آرآی‌ای‌ای)                 | Platinum    | ۱٬۰۰۰٬۰۰۰          |
| رقم فروش+پخش جاری تنها بر پایهٔ گواهی‌ها. |             |                    |